# Aleksander Jan Janasz
Aleksander Jan Janasz (ur. 13 września 1850, zm. 4 lipca 1930) – polski ziemianin, kupiec i działacz społeczny żydowskiego pochodzenia.

## Życiorys
Urodził się w żydowskiej rodzinie, jako syn Adolfa (1819-1916) obywatela ziemskiego właściciela dóbr Płochocin i Anny Zofii Rosenfeld (1827-1900), a wnuk Józefa Janasza, kupca w Warszawie. Był właścicielem dóbr Dańków i Trembki. Założył dom handlowy pod firmą Aleksander Janasz i synowie. Sprawował funkcję prezesa honorowego Grójeckiego Towarzystwa Rolniczego oraz prezesa Związku Zawodowego Polskich Hodowców i Wytwórców Nasion.
Pracował nad nowymi odmianami zbóż dostosowanymi do polskich warunków klimatycznych. Był jednym z pierwszych hodowców stosujących krzyżowanie ze świadomym doborem komponentów oraz selekcją mieszańców. Około 1880 rozpoczął pierwsze prace hodowlane w majątku w Dańkowie w zakresie pszenicy ozimej i różnych odmian ziemniaków. W 1885 rozpoczął hodowlę buraków cukrowych, a w 1886 hodowlę żyta ozimego. Po jego śmierci hodowla zbóż była kontynuowana przez jego syna Aleksandra Janasza (juniora) oraz córkę, Marię Wolską.
Był żonaty z Heleną Olszowską herbu Prus II, z którą miał siedmioro dzieci: Stanisława Samuela (1882-1960, doktora filozofii Uniwersytetu Wrocławskiego), Helenę Marię Dorotę (1883-1975), Gustawa Adolfa (1885-1957), Annę Jadwigę (ur. ok. 1890), Aleksandrę Zofię (ur. ok. 1890), Aleksandra Józefa (1892-1939) i Marię (1899-1971).
Jest pochowany na cmentarzu ewangelicko-augsburskim w Warszawie (kwatera D-1-19).

## Odznaczenia
W uznaniu zasług został odznaczony Krzyżem Kawalerskim Orderu Odrodzenia Polski i Krzyżem Oficerskim tego orderu (2 maja 1923).